# Louis Leon Thurstone
Louis Leon Thurstone, född 29 maj 1887 i Jamestown, New York, död 30 september 1955 i Chapel Hill, North Carolina, var en svenskamerikansk psykolog. Han gjorde betydelsefulla insatser inom psykometri.

## Utbildning och karriär
Thurstone, som hade svenska föräldrar, gick i skola i Sverige och USA samt avlade masterexamen som maskiningenjör vid Cornell University i Ithaca, New York, 1912. Han var en kortare tid assistent till Thomas Edison 1912 och undervisade sedan i deskriptiv geometri och ritteknik vid University of Minnesotas College of Engineering 1912-1914. Thurstone studerade därefter 1914-1917 inom forskarutbildningen vid University of Chicago där han blev filosofie doktor i filosofi år 1917.
Åren 1917–1923 var han lärare i psykologi vid Carnegie Institute of Technology, 1923–24 anställd som psykolog i amerikanska regeringens Institute for Government Research samt 1924–1952 professor i psykologi vid University of Chicago. 1952-1955 var han föreståndare för det psykometriska laboratoriet vid University of North Carolina at Chapel Hill.

## Forskning
Thurstone gjorde betydelsefulla teoretiska och praktiska insatser inom flera delar av psykologin, inklusive psykometri, statistik och studier av människans intelligens genom intelligenstester och andra psykologiska mätningar. Han är mest känd för att ha utvecklat nya tekniker för faktoranalys för att kunna bestämma antalet latenta faktorer i en uppsättning av observerade variabler.

### Teorin om primära intelligensfaktorer
De nya statistiska metoder som Thurstone utvecklade möjliggjorde hans mest bestående insats inom psykologin, vilket är hans teori om primära intelligensfaktorer eller begåvningsfaktorer, primary mental abilities. Denna modell utmanade Charles Spearmans då förhärskande uppfattning om ett enhetligt intelligenskoncept. Spearman hade utfört faktoranalys med tidigare metoder och kom fram till att resultaten av alla intelligenstester, oavsett vilket område som testades, tycktes kunna förklaras av en faktor. 1904 namngav Spearman denna faktor den generella intelligensfaktorn eller g-faktorn.
Thurstone hävdade att g-faktorn var en statistisk artefakt som berodde på de matematiska procedurer som användes för att bearbeta mätdata. Med sin nya faktoranalys kom Thurstone fram till att intelligent beteende inte kommer från en generell faktor utan från sju oberoende faktorer som han kallade primära faktorer (primary abilities):
1. Verbal förståelse (V-faktorn) - Förmågan att sända och ta emot verbala budskap.
2. Verbal rörlighet (W-faktorn) - Förmågan att lätt använda ordförråd även i pressade situationer.
3. Numerisk förmåga (N-faktorn) - Förmågan att använda de fyra räknesätten.
4. Spatial förmåga (S-faktorn) - Förmågan att avläsa figurer och former.
5. Perceptuell snabbhet (P-faktorn) - Förmågan att snabbt uppfatta detaljer och se likheter och skillnader i olika mönster och figurer.
6. Logiskt tänkande (R-faktorn) - Förmågan till logiskt tänkande i form av att se de bakomliggande principerna för ett problem.
7. Minnesfaktorn (M-faktorn) - Förmågan att komma ihåg och kunna återge information, framför allt effektiviteten i korttidsminnet.

Han publicerade dessa forskningsrön 1938 i boken Primary mental abilities. När Thurstone analyserade testdata från personer med närliggande IQ-värde kom man fram till att de hade tydligt olika profil på sin begåvningsprofil mätt i enlighet med de primära förmågorna, vilket stödde hans modell. När Thurstone däremot testade en intelligensmässigt heterogen grupp av barn lyckades han inte komma fram till att de sju primära faktorerna var helt oberoende, utan han fann ett stöd för en g-faktor. Thurstones lösning på dessa synbart motsägelsefulla resultat var en teori som innehöll både en allmän faktor och de sju specifika faktorerna, vilket blev hans egen slutliga version av teorin. Denna kompromisslösning lade grunden för framtida psykologiforskare som föreslog olika hierarkiska intelligensteorier och teorier om olika intelligenser. Han anses bland annat ha påverkat Howard Gardner.

## Publikationer i urval
- Nature of Intelligence i "International Library of Psychology and Philosophy", London, 1923. Återutgiven 1974 av Routledge.
- Fundamentals of Statistics (1924)
- Primary mental abilities (1938), Chicago: University of Chicago Press.
- Factorial studies of intelligence (1941). Chicago: University of Chicago Press, tillsammans med Thelma Gwinn Thurstone.
- Multiple-Factor Analysis (1947), Chicago: University of Chicago Press.